# Otrar

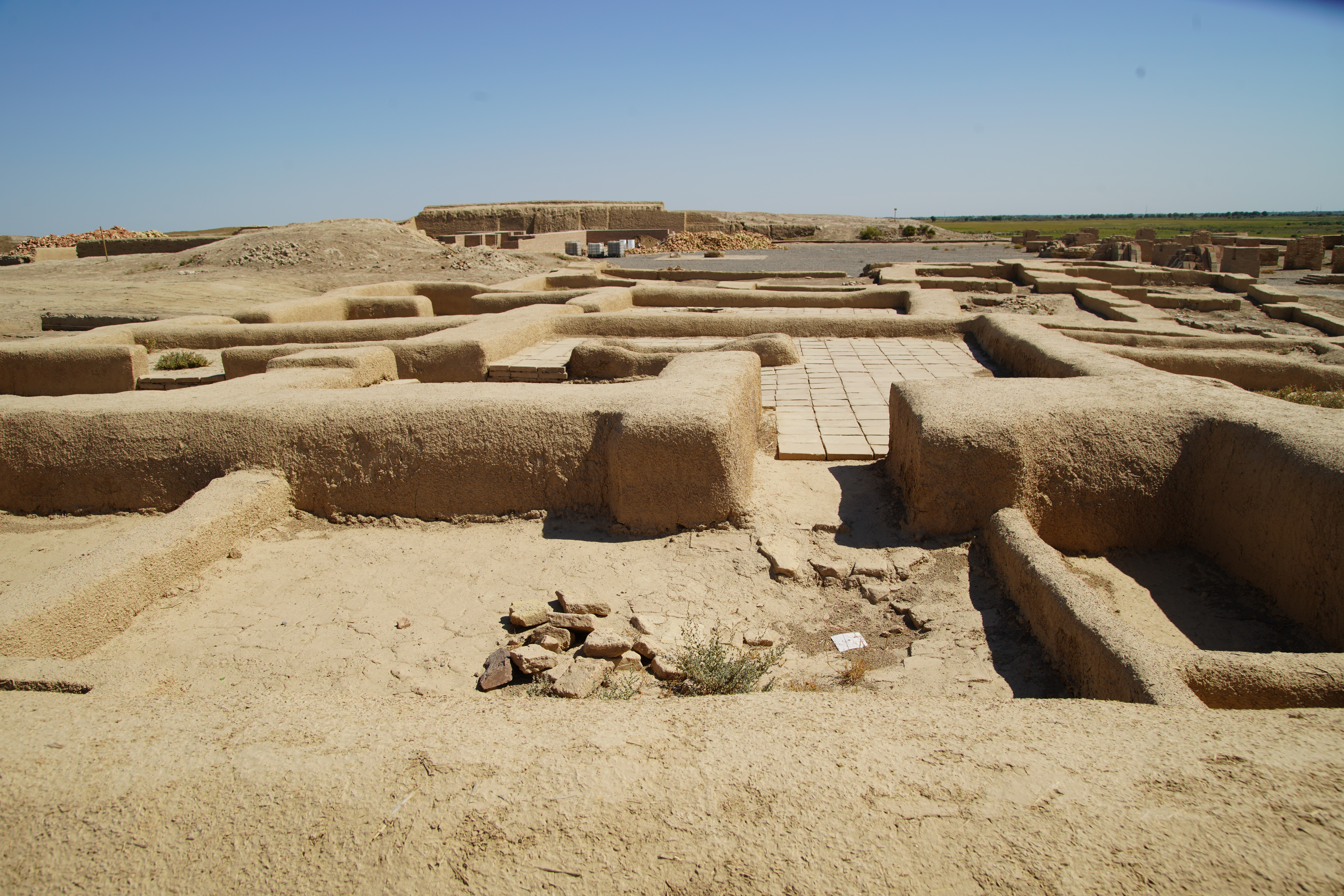
Ruínas de Otrar

Otrar, Utrar ou Otyrartobe (em cazaque: Отырар; romaniz.: Otyrar) é uma cidade-fantasma e um sítio arqueológico no sul do Cazaquistão, na região administrativa do Turquestão. É provável que seja a cidade medieval da Transoxiana que nos primeiros tempos do islão era conhecida como Farabe (Fārāb), célebre por ter sido onde nasceu o filósofo al-Farabi (m. 950). O nome de Otrar é conhecido principalmente pelo papel que teve na primeira fase da invasão mongol da Ásia Central. Foi uma cidade importante na Rota da Seda.
Otrar situa-se num oásis na margem norte do rio Sir Dária (Jaxartes), junto à confluência do seu afluente Arys, que também passa por Sairam (antigamente Asfijabe; Asfījāb), situada cerca de 170 km a sudeste).
A principal cidade da região começou por ser Kadar ou Kader, que no século X cedeu o lugar ou foi trasladada para Farabe. O geógrafo árabe do século X Mocadaci, que também a menciona com os nomes Pārāb ou Bārāb, descreveu-a como uma cidade populosa, cujos habitantes eram guerreiros destemidos, fortificada, com uma cidadela, uma mesquita congregacional e mercados animados, frequentados por nómadas das estepes que lá iam vender os seus produtos. Segundo o mesmo autor, a cidade tinha 70 000, um número provavelmente muito exagerado, que possivelmente tem um zero a mais. Os terrenos eram pantanosos, com alguns salares e propensos a cheias, mas a agricultura era possível e praticada ao longo das margens dos rios.

## História
Embora depois tenha caído em desuso durante muitos séculos, aparentemente o nome atual Otrār era conhecido antes, pois Atabari (c. 839–923) relatou que um governante local da Transoxiana chamado Otrār-banda se recusou a pagar tributo ao califa Almamune (r. 813–833). Contudo, o nome Otrar só predominou sobre Farabe mais tarde. Nos relatos sobre a conquista mongol do Império Corásmio, no primeiro quartel do século XIII, aparece com o nome de Otrar. Há indícios que Otrar e Farabe eram cidades diferentes e que a última tenha sido abandonada ou perdido importância durante o período caracânida (840–1211). Farabe é é pouco mencionada historicamente, ao contrário de Otrar.
À semelhança de Asfijabe, a região só se tornou islâmica quando o fundador do Império Samânida, Nu ibne Assade (r. c.  819–841), e o seu sucessor várias décadas depois, Ismail Samani (r. 892–907), conquistaram as áreas limítrofes das estepes cazaques a norte do rio Sir Dária (Jaxartes). Durante muito tempo, Farabe fez parte da zona de fronteira entre os territórios islâmicos e as estepes controladas pelos turcos oguzes pagãos, que no século XI foram substituídos pelos quipechaques. Nessa altura teve alguma importância comercial devido a ser o início da rota comercial em direção a norte via Deh-e Now ou Yangikent até aos territórios dos turcos quimaques nas margens dos rios Ishim e Irtixe.
Segundo ibne Haucal, o filósofo al-Farabi nasceu em Vasīj, uma aldeia perto de Farabe. Outro erudito famoso nascido na cidade foi Ismail ibne Hamade Aljauari (Abū Naṣr Ḥammād Jawharī; m. c. 1003), um lexicógrafo e alegadamente pioneiro da aviação, que morreu ao tentar voar com asas de madeira presas nos braços desde o teto duma mesquita em Nixapur. Por Xabadim Nasavi, o secretário de Jalaladim Mingueburnu, último xá Império Corásmio, sabe-se que no início do século XIII Otrar era governada por Tajadine Bilge, um príncipe turco caracânida vassalo do Canato Caraquitai, que foi morto pelo xá corásmio Maomé II (ʿAlāʾ-al-Din Moḥammad) em Nasa poucos anos antes do aparecimento dos mongóis na região.
Em 1218, chegou a Otrar uma caravana de 450 mercadores muçulmanos do ordu de Gêngis Cã, enviados por este para estabelecerem relações comerciais com os territórios do Império Corásmio. Aparentemente, um dos líderes desses mercadores era natural da cidade, pois chamava-se Ḵᵛāja ʿOmar Otrāri. Inalchuque (ou Inālčïq, Ināljuq, Ināljeq ou Ḡāyer/Qāyer Khan), governador de Otrar, ao que parece com o aval do xá Maomé II, que era seu parente, prendeu os mercadores, confiscou-lhes as mercadorias e mandou-os executar. Ao saber disto, o imperador mongol enviou uma embaixada a Maomé II para pedir reparações. A rejeição desta embaixada pelo xá corásmio tornou inevitável a invasão mongol do Império Corásmio e em 1219 Gêngis Cã chegou ao Jaxartes à frente das suas tropas e cercou Otrar. Após longos combates a cidade foi tomada, após o que os mongóis a arrasaram completamente, demolindo todas as construções, incluindo a cidadela. A maior parte dos habitantes sobreviventes foram deportados e Inalchuque foi executado. Otrar reviveu parcialmente e dois séculos depois já era novamente uma cidade, onde Tamerlão viria a morrer em 1405, após ter-se encontrado com Toquetamis, ex-governante do Canato da Horda Dourada. Pouco depois declinou completamente e caiu em ruínas.